# Застава М84 Шкорпион
Застава М84 „Шкорпион” је аутоматски пиштољ, израђен по лиценци Шкорпион vz. 61 фирме Чешка Збројовка у Црвеној застави у Крагујевцу. Намењен је уништавању живе силе у блиској борби. Због својих малих димензија, склопивог кундака, брзине ватре и могућности коришћења пригушивача М84 се користи у специјалним јединицама, као оружје за личну заштиту посада возила али и као оружје безбедносних фирми и телохранитеља.

## Историја
Почетком 1976. године југословенски савезни секретаријат за народну одбрану (од 1991- Министарство) и савезна Служба државне безбједности одлучили су се да у Чехословачкој купе пробну партију од 30.000 аутоматских пиштоља д Шкорпион вз.61 (54,5%  од друге серије пиштоља произведених од 1973 до 1976). Увезено оружје уведено је у наоружање ЈНА и СДБ под називом аутоматски пиштољ 7,65 mm M61. Када је започета домаћа производња да би се направила разлика, иста серија је преименована у Аутоматски пиштољ 7,65 mm M61(č) („ч” или „чехословачки”). Уговором је, између осталог, била предвиђена сарадња чехословачких инжењера на уходавању производње АП у Крагујевцу. Тако је за замјеника начелника задуженог за реализацију лиценце био постављен Милош Плоцек а у разради је учествовао и Јири Чермак. Са наше стране, за главног конструктора аутоматског пиштоља одређен је начелник конструкционог бироа Заставе, Родољуб Матковић.

## Карактеристике
На домаћем оружју, канал цијеви, иначе прилагођене за постављање пригушивача, био је тврдо хромиран. Сандук је израђиван методом „штампања” и варења челичних лимова. Рукохват, израђиван од пластичне масе црне боје, са тијелом пиштоља била је везана челичним (умјесто алуминијским, примјењеним на оригиналном M61) цилиндром у коме је био смјештен клип механизма за успорење брзине гађања. Метални дијелови оружја су заштићени цинковањем и премазом прашкасте црне боје, накнадно запечене у комори. Сила окидања се кретала у границама од 1,2 do 1,8 daN (1,22-1,83 kg). Током производње и тестирања, установљени су проблеми са механизмом за успорење брзине гађања. Према добијеној лиценцној документацији, теоретска брзина гађања требало је да буде 750 мет/min. Шта више, исти податак је наведен i чехословачком службеном војном упутству за пиштољ. Но, у пракси, у Крагујевцу, показало се да је брзина гађања већа чак и од 1000 мет/min. Ово је приморало Матковића да приступи реконструкцији како би се уклонила уочена мана. Матковић је у полугу успоривача уградио специјални додатак – уметак полуге са опругом. У крајњем доњем положају полуге успоривача, уметак се усљед потиска сопствене опруге ослањао o зид усадника, задржавајући полугу у доњем положају и не допуштајући повратак хватачу затварача и ослобађање самог затварача све до краја радног циклуса тега успоривача. Овим рјешењем брзина гађања је сведена на 730-1000 мет/ min. Оригинални чехословачки AП 61 (M61(ч)) су 1976, a усавршени, домаћи, под ознаком Аутоматски пиштољ 7.65mm M84 – од 1984. године, били су намијењени старјешинама и војницима одређених дужности и специјалности ЈНА те СДМ и СЈБ. Пиштољ је био предвиђен за пријем пригушивача звука Телеоптик конструктора Слободана Орашанина.

## Варијанте
Осим службеног пиштоља M84, у фабрици Црвена Застава приступило се и производњи два комерцијална, полуаутоматска пиштоља. Полуаутоматско оружје, означено као M84A (касније M85A), за разлику од службеног, аутоматског, имало је могућност постављања полуге регулатора паљбе (истовремено и кочнице) само у 2 положаја: 0 (укочено) и 1 (јединачно). С обзиром на режим ватре, са оружја је уклоњен и механизам за успорење брзине гађања. Варијанте комерцијалног пиштоља под ознаком M84Б (M85Б) није имала преклапајући скелетни кундак. Производња АП М84 је завршена 1995.